# پرچم بحرین
پرچم بحرین که دارای تناسب ۳ به ۵ است در تاریخ ۱۴ فوریهٔ ۲۰۰۲ به تصویب رسید. این پرچم دارای زمینه‌ای قرمز است که رنگی مرسوم در پرچم کشورهای عربی حوزهٔ خلیج فارس به‌شمار می‌رود و در بلوک اهتزاز آن باریکه‌ای سفیدرنگ وجود دارد که توسط خط جداکندهٔ دندانه‌داری متشکل از ۵ مثلث سفید که نماد پنج رکن اسلام (ارکان الدین) و در سمت راست باریکهٔ سفید قرار گرفته‌اند از زمینهٔ قرمز جدا شده است.

## تاریخچهٔ پرچم
پرچم بحرین نخست به‌طور کامل قرمزرنگ بود اما پس از آنکه آل خلیفه در ۱۸۲۰ پیمان دریایی عمومی را با انگلستان امضا نمود و تحت‌الحمایهٔ آن کشور قرار گرفت، باریکهٔ سفیدرنگی که نشانگر آتش‌بس بود به پرچم اضافه شد. در ۱۹۳۲ و به‌منظور ایجاد تمایز بین پرچم بحرین با دولت‌های همسایه، حاشیه‌ای با ۲۸ دندانهٔ مثلثی‌شکل در سمت راست باریکهٔ سفید رنگ اضافه گردید و پرچم دارای تناسب ۹ به ۱۳ شد. این ۲۸ دندانه در سال ۱۹۷۲ به ۸ دندانه کاهش یافت که این دندانه‌ها نیز یک بار دیگر در سال ۲۰۰۲ و این بار به ۵ عدد کاهش یافتند تا هرکدام بیانگر یکی از پنج رکن اسلام باشند.

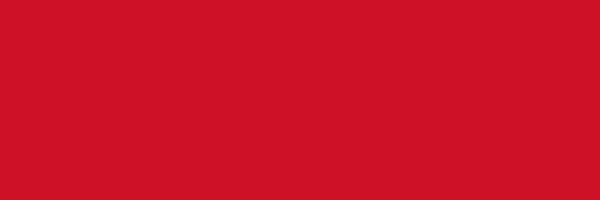
پیش از ۱۸۲۰
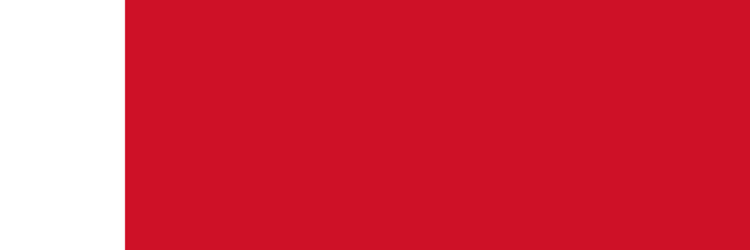
از ۱۸۲۰ تا ۱۹۳۲
از ۱۹۳۲ تا ۱۹۷۲
از ۱۹۷۲ تا ۲۰۰۲
پرچم پادشاه بحرین از ۲۰۰۲ تا کنون

## پرچم‌های مشابه

پرچم قطر